# Ignacio Pinazo
Ignacio Pinazo Camarlench (auch Ignacio Pinazo y Camarlench) (* 11. Januar 1849 in Valencia; † 18. Oktober 1916 in Godella) war ein spanischer Maler und Grafiker des Impressionismus.

## Leben

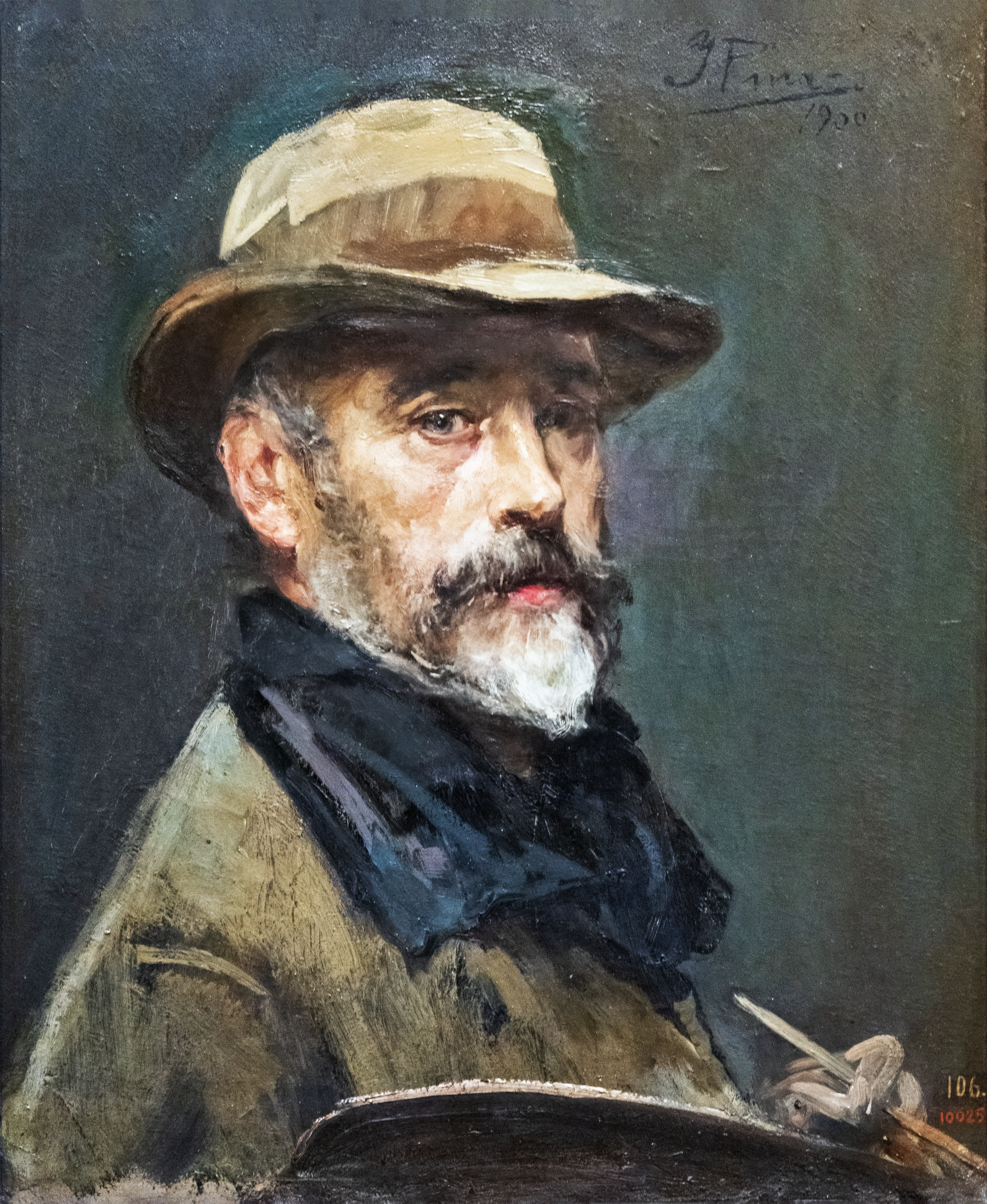
Ignacio Pinazo: Selbstporträt

Der aus einfachen Verhältnissen stammende Ignacio Pinazo trug bereits seit früher Kindheit in verschiedenen Berufen zum Unterhalt der Familie bei. Er ging nur bis zum achten Lebensjahr zur Schule, als seine Mutter durch Cholera starb. Er arbeitete in so unterschiedlichen Berufen wie Bäcker, Vergolder, Silberschmied, Kachelmaler und als Dekorateur für Fächer. Nach dem Tod des Vaters lebte er bei seinem Großvater und begann sein Kunststudium 1864 an der Real Academia de Bellas Artes de San Carlos de Valencia. Seinen Lebensunterhalt verdiente er in dieser Zeit als Verkäufer in einem Hutgeschäft. 1871 stellte er erstmals Werke in der Exposición Nacional de Bellas Artes (nationale Kunstausstellung) aus. 1873 bestritt er aus eigenen Mitteln eine siebenmonatige Italienreise. Mit einem Stipendium kehrte er 1876 nach Italien zurück und ließ sich bis 1881 in Rom nieder. Aus der mit Teresa Martinez Montfort geschlossenen Ehe gingen die Söhne Ignacio und José hervor, die später selbst als Maler tätig waren.
Aufgrund einer neuerlichen Cholera-Epidemie in Valencia ging Pinazo 1884 vorübergehend nach Bétera, wo er sich Im Landhaus Villa María des Bankiers José Jaumandreu aufhielt. Von 1884 bis 1886 unterrichtete Pinazo Farbenlehre an der Escuela de Valencia. Er erhielt zahlreiche Aufträge für die Ausmalung von Adelspalästen in seiner Heimatstadt. Zu den Kunden zählte auch die Marquesa de Benicarló. Bei den jährlichen Madrider Kunstausstellungen erhielt Pinazo 1881 und 1885 eine Silbermedaille und 1897 und 1899 eine Goldmedaille. 1896 wurde Pinazo Mitglied der Real Academia de Bellas Artes de San Carlos de Valencia und 1903 Mitglied der Real Academia de Bellas Artes de San Fernando in Madrid. Er wurde mit einem königlichen Orden ausgezeichnet und bereits zu Lebzeiten benannte die Stadt Valencia 1912 eine Straße nach Pinazo.
Ignacio Pinazo arbeitete sowohl mit dunklen Farben wie Schwarz, Braun- und Erdtönen, als auch mit der für den Impressionismus typischen hellen Palette. In seinen Werken ist oftmals ein schneller Pinselstrich zu erkennen. Nach seiner Rückkehr in seine Heimatstadt Valencia wandte Pinazo sich von der seinerzeit populären Historienmalerei ab, um sich der Porträtmalerei, Genreszenen und Landschaftsbildern zuzuwenden. Hierbei wurde er zum Vorbild für Joaquín Sorolla und Francisco Domingo. Werke von Pinazo befinden sich beispielsweise in der Basílica de la Asunción von Cieza und im Museo de Bellas Artes de Valencia. Die größte Sammlung mit Werken Pinazos befindet sich im Institut Valencià d’Art Modern in Valencia. Hierzu zählen mehr als 100 Gemälde und über 600 Zeichnungen, die teilweise aus dem Nachlass der Familie stammen.

## Werke

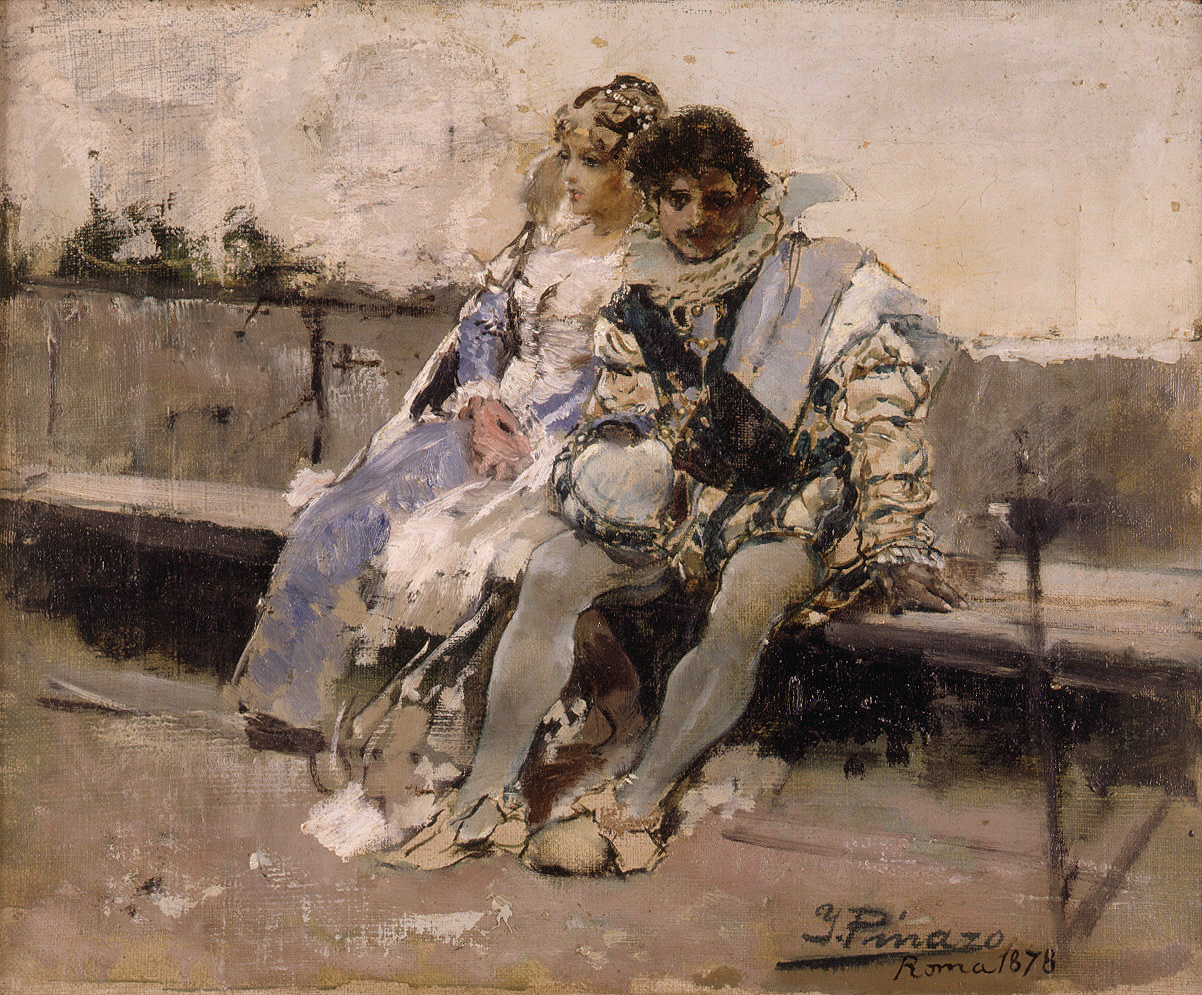
Das Liebespaar
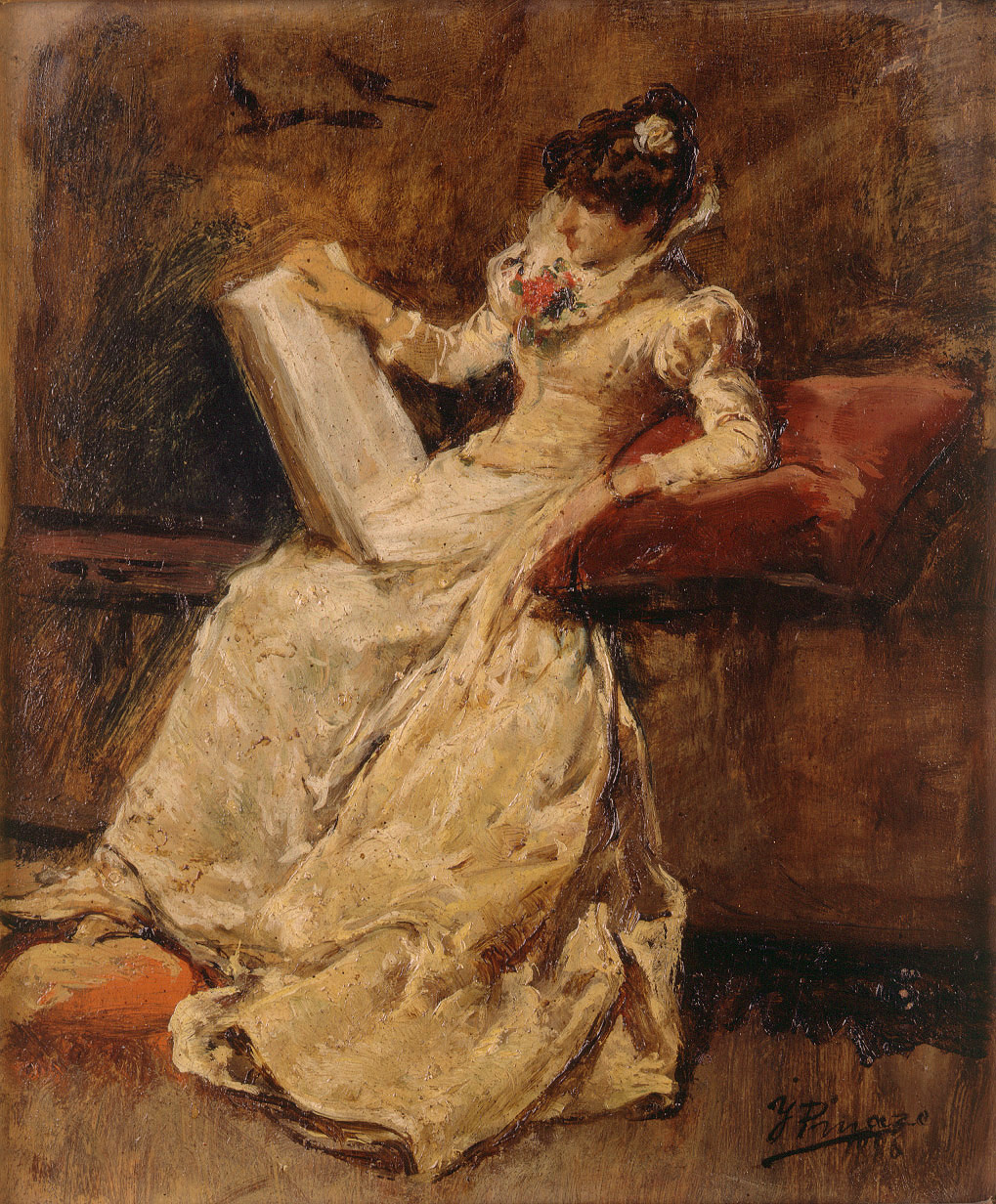
Ruhende Frau
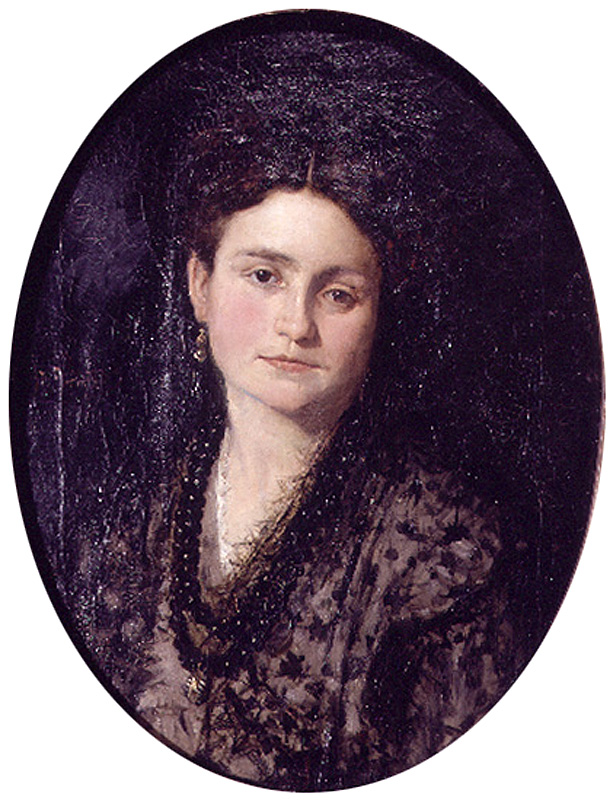
Porträt der Ehefrau des Künstlers
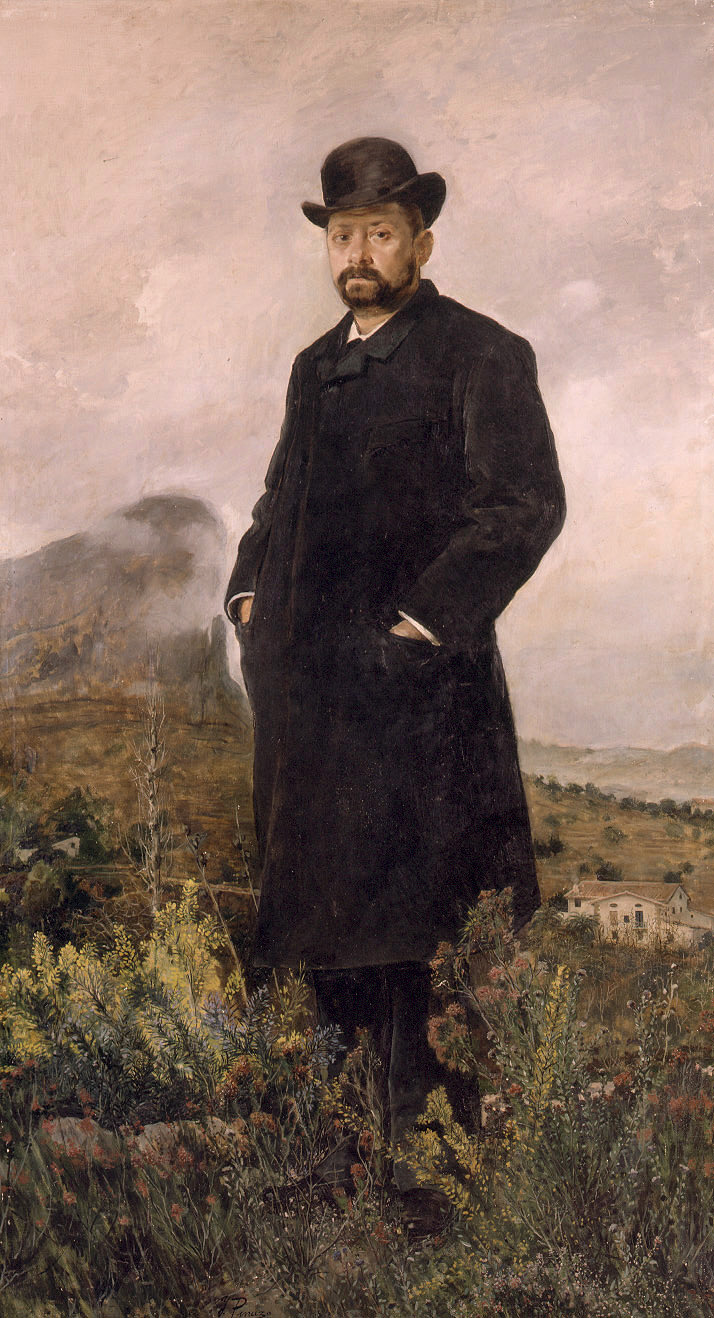
Porträt D. Manuel Comas
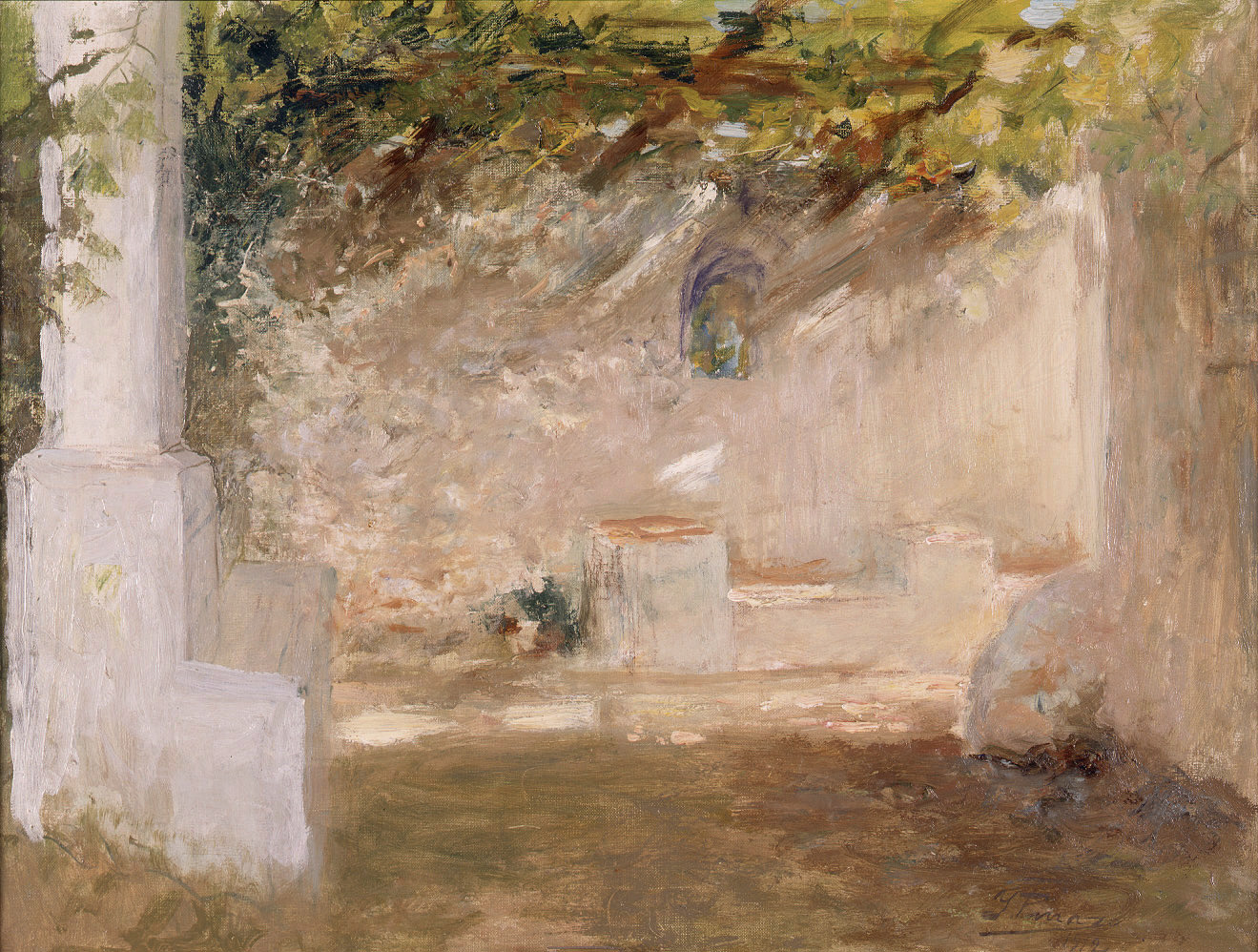
Die Weinlaube
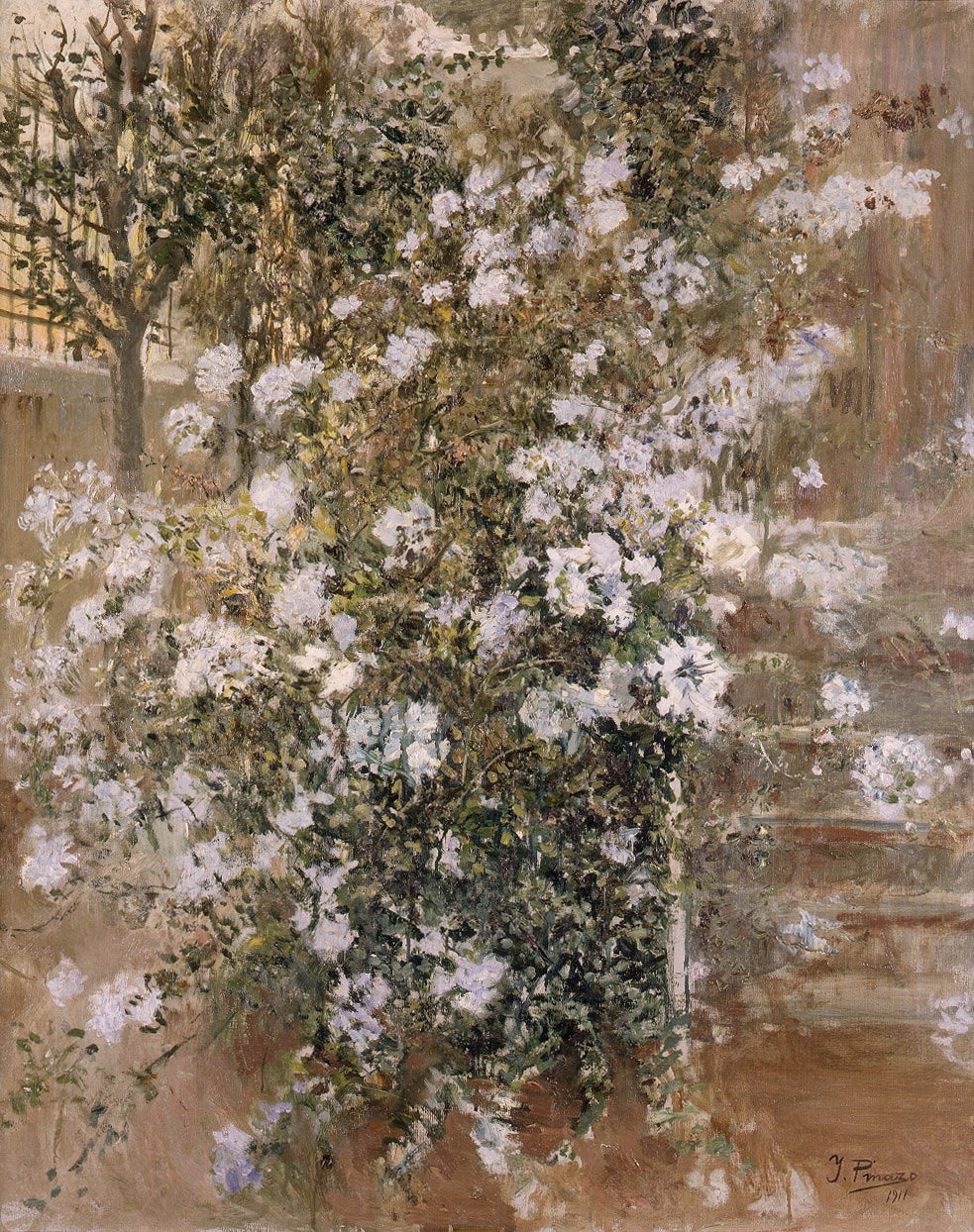
Gartenecke
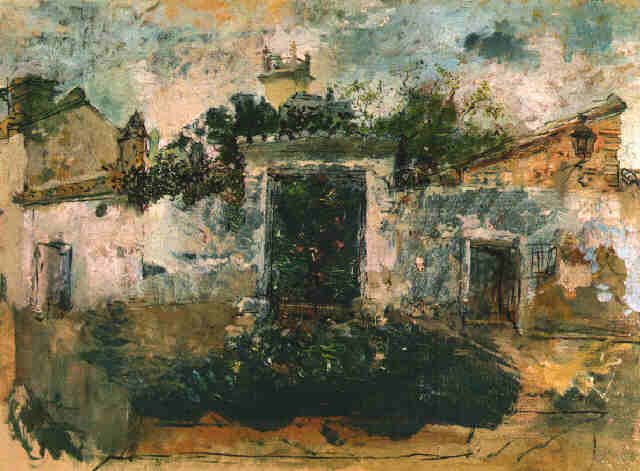
Mi calle Godella
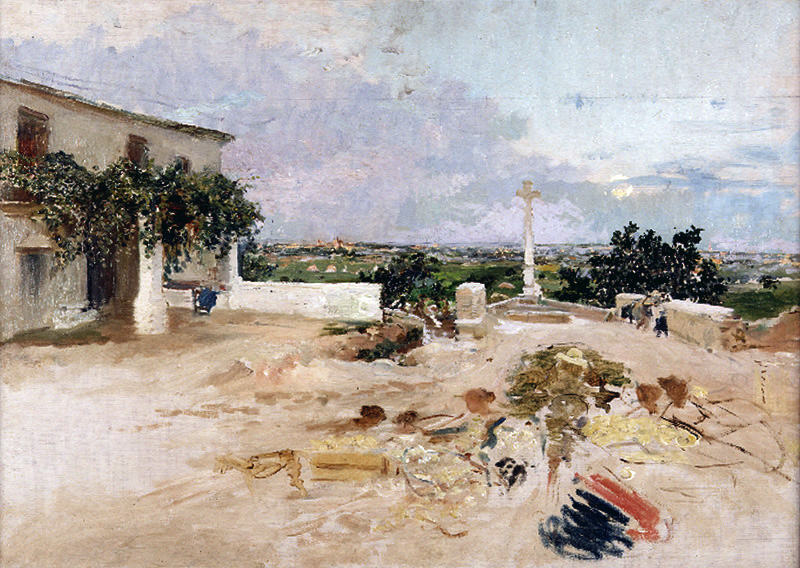
La cruz del Molino en Godella